# Ethnies de Colombie
Les ethnies de Colombie relèvent de trois groupes ethniques majeurs : Amérindiens, Afro-Colombiens et européens d'origine et de culture principalement espagnoles, qui se sont côtoyés durant les 500 dernières années de l'histoire du pays. Mais la réalité est bien plus complexe et la diversité bien plus grande : pour les seuls Amérindiens, la Colombie compte 87 ethnies selon le DANE (Département administratif national de statistique), et 300 (dont 160 menacées d'extinction) selon l'ONIC (Organisation nationale des indígenas de Colombie).La plupart des Colombiens identifient la population et eux-mêmes selon leur ascendance, leur apparence physique et leur statut social. Les relations sociales reflètent l'importance accordée à certaines caractéristiques associées à des groupes ethniques déterminés. Même si ces caractéristiques ne différencient plus pour autant les catégories sociales, elles contribuent encore à déterminer le rang des individus dans la hiérarchie sociale. Des études génétiques se basant sur plus de 60 000 tests sanguins et 25 variables ont pu déterminer que le citoyen colombien moyen typique avait une ascendance à 72,9 % européenne, à 20,43 % amérindienne et à 6,64 % africaine ; par ailleurs, ces proportions varient largement d'une région à une autre.

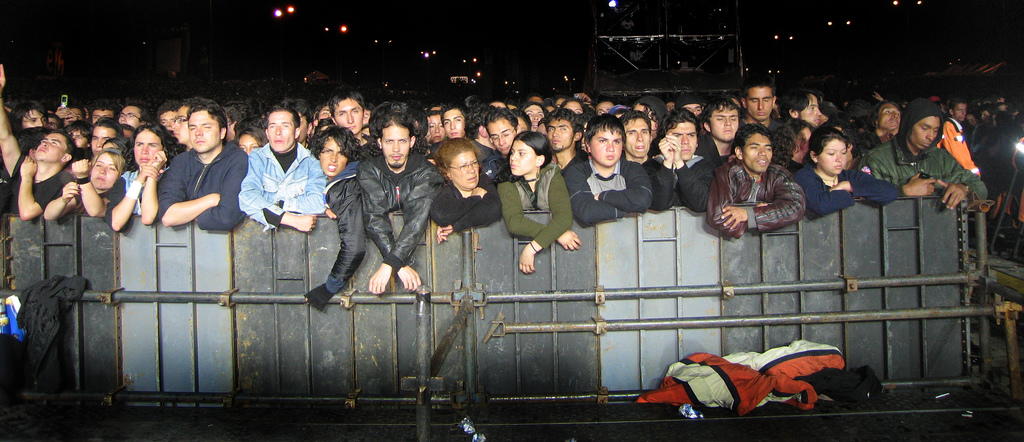
La diversité ethnique et raciale de la Colombie.

## Les groupes ethniques

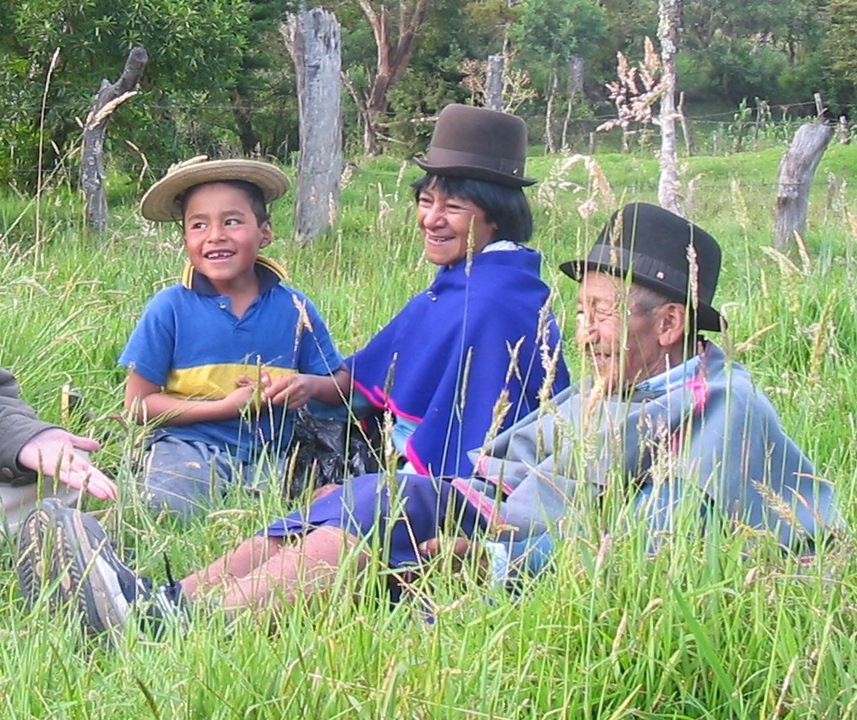
Des indigènes colombiens Guambiano dans la réserve indigène Guambía.

En Colombie, trois groupes ethniques minoritaires sont officiellement reconnus par l'État : les Amérindiens (indígenas dans le vocabulaire latino-américain), les Afro-Colombiens, et les Roms. La population afro-colombienne est composée de noirs, de mulâtres (d'origine européenne et africaine) ou encore de zambos (terme datant de l'ère coloniale et désignant le métissage amérindien et noir). Contrairement à la constitution de 1991, qui avait reconnu les seules populations afro-colombienne et amérindienne, un règlement du ministère de l'Intérieur et de la Justice datant de 1999 reconnaît la population rom comme groupe ethnique colombien.
Les estimations varient fréquemment, et d'après le recensement de 2018, les populations ethniques minoritaires ont sensiblement augmenté depuis le recensement de 1993, en partie en raison de la méthodologie adoptée par le gouvernement : la population afro-colombienne représente alors 6,68 % de la population nationale (3,34 millions) ; la population amérindienne 4,31 % (2,15 millions) et la population rom 0,01 % (5 000 habitants). Le recensement de 2018 a également noté que les populations « non ethniques », composées de blancs et de mestizos (métis d’ascendance européenne et amérindienne, régnant sur la quasi-totalité de l'élite urbaine et politique), constituaient 87,58 % (43,79 millions) de la population nationale (blanc et métis). la grande majorité sont d'origine espagnole pure ou mixte avec une touche amérindienne, d'autres d'origine italienne, allemande, française, britannique et portugaise. Alors qu'une minorité d'autres origines européennes telles que lituaniennes, russes, polonaises, ukrainiennes, néerlandaises, belges, irlandaises, bulgares, arméniennes, croates, grecques entre autres. Une partie mineure de la population est originaire du Proche-Orient (Syrie, Liban, Palestine et Jordanie) et d'Extrême-Orient.
Modèle:Pie chart
Entre 2005 et 2018, on assiste à un nouveau changement d'équilibre important entre les différents groupes :
| Année | Total      | Amérindiens | %    | Afro-Colombiens | %     |
| 2005  | 42 888 592 | 1 392 623   | 3,2% | 4 311 757       | 10,1% |
| 2018  | 48 258 294 | 1 905 617   | 3,9% | 2 982 224       | 6,2%  |

## Répartition géographique des groupes ethniques
Les divers groupes sont très inégalement répartis dans le pays, dans une logique remontant, à un certain degré, à l'ère coloniale. Les blancs vivent principalement dans les centres urbains, notamment Bogotá ou Medellín, et dans les villes en pleine croissance. Les populations des grandes villes sont majoritairement blanches et métisses. La population métisse regroupe la plupart des campesinos (paysans) des montagnes des Andes, où certains conquérants espagnols s'étaient mélangés avec les femmes des ethnies amérindiennes. Les métis ont également toujours vécu dans les villes, travaillant comme artisans et petits commerçants. Ils ont joué un rôle primordial dans l'expansion urbaine des dernières décennies. 
D'après le recensement de 2005, la plus grande concentration de populations indigènes (entre 22 et 61 %) se trouve dans les départements de l'Amazonas, de La Guajira, de Vaupés et de Vichada. Les concentrations secondaires (entre 6 et 21 %) se situent dans les départements de Sucre, de Córdoba, de Chocó, du Cauca, de Nariño et de Putumayo. Après leur reconnaissance dans la constitution de 1991, les communautés amérindiennes ont acquis des droits leur permettant de gérer leurs réserves selon leurs traditions et leurs coutumes. La communauté indigène a également pu obtenir que ces 710 réserves occupent 31 % du territoire colombien, ceci étant dû à la nature des espaces concédés et au monde de vie traditionnel. Mais la population amérindienne reste plongée dans une pauvreté structurelle (63 %, contre 54 % des Colombiens), et 47,6 % d'entre elle vit sous le seuil de la misère.
Les populations noires et mulâtres demeurent essentiellement situées dans les zones basses d'altitude, sur les côtes des Caraïbes et du Pacifique et tout au long des rivières Cauca et Magdalena. La population afro-colombienne est principalement concentrée (de 21 à 74 %) dans les départements du Chocó, de Bolívar, du Valle del Cauca et du Cauca, tout en étant très présente (de 16 à 20 %) dans les départements de la Guajira, de l'Atlántico, de Córdoba, de Magdalena, de Nariño et de Sucre. Dans le Chocó, elle a largement remplacé les Amérindiens et constitue 80 % environ de la population. 
La population de l'archipel de San Andrés, Providencia et Santa Catalina, héritée de l'Espagne après que les Espagnols ont écarté la présence britannique, est essentiellement afro-colombienne, comprenant plusieurs milliers de noirs raizal (d'une ascendance britannique et africaine). Ces raizal se sont attachés à leur protestantisme original, ont continué à parler un créole à base d'anglais aussi bien que l'anglais, et se sont toujours considérés comme un groupe distinct du reste des habitants.

Carte de répartition des Afro-Colombiens en Colombie.

Carte de répartition des Amérindiens en Colombie.

| Département              | Capitale             | Population totale (2005) | Afro-Colombiens (%) | Indigènes (%) |
| ------------------------ | -------------------- | ------------------------ | ------------------- | ------------- |
| Chocó                    | Quibdó               | 388 476                  | 82,1                | 12,7          |
| San Andrés y Providencia | San Andrés           | 59 573                   | 57,0                | 0,1           |
| Bolívar                  | Carthagène des Indes | 1 836 640                | 27,6                | 0,1           |
| Valle del Cauca          | Cali                 | 4 052 535                | 27,2                | 0,6           |
| Cauca                    | Popayán              | 1 182 022                | 22,2                | 21,5          |
| Nariño                   | San Juan de Pasto    | 1 498 234                | 18,8                | 10,8          |
| Sucre                    | Sincelejo            | 762 263                  | 16,1                | 11,0          |
| La Guajira               | Riohacha             | 655 943                  | 14,8                | 44,9          |
| Córdoba                  | Montería             | 1 462 909                | 13,2                | 10,4          |
| Cesar                    | Valledupar           | 878 437                  | 12,1                | 5,2           |
| Antioquia                | Medellín             | 5 601 507                | 10,9                | 0,5           |
| Atlántico                | Barranquilla         | 2 112 001                | 10,8                | 1,3           |
| Magdalena                | Santa Marta          | 1 136 819                | 9,8                 | 0,8           |
| Putumayo                 | Mocoa                | 237 197                  | 5,5                 | 20,9          |
| Risaralda                | Pereira              | 859 666                  | 5,1                 | 2,9           |
| Arauca                   | Arauca               | 153 028                  | 4,0                 | 2,2           |
| Caquetá                  | Florencia            | 337 932                  | 3,7                 | 1,6           |
| Cundinamarca             | Bogotá               | 2 228 682                | 3,4                 | 0,3           |
| Santander                | Bucaramanga          | 1 913 444                | 3,2                 | 0,1           |
| Vichada                  | Puerto Carreño       | 44 592                   | 3,0                 | 44,4          |
| Meta                     | Villavicencio        | 713 772                  | 2,6                 | 1,3           |
| Caldas                   | Manizales            | 898 490                  | 2,5                 | 4,3           |
| Quindío                  | Armenia              | 518 691                  | 2,5                 | 0,4           |
| Amazonas                 | Leticia              | 46 950                   | 2,0                 | 43,4          |
| Norte de Santander       | Cúcuta               | 1 208 336                | 1,8                 | 0,6           |
| Vaupés                   | Mitú                 | 19 943                   | 1,6                 | 66,6          |
| Bogota D.C.              | Bogotá               | 6 778 691                | 1,5                 | 0,2           |
| Casanare                 | Yopal                | 281 294                  | 1,4                 | 1,5           |
| Boyacá                   | Tunja                | 1 210 982                | 1,4                 | 0,5           |
| Tolima                   | Ibagué               | 1 312 304                | 1,2                 | 4,3           |
| Huila                    | Neiva                | 1 001 476                | 1,2                 | 1,0           |
| Guainía                  | Inírida              | 18 797                   | 1,0                 | 64,9          |
| Colombie                 | Bogotá               | 41 468 384               | 10,62               | 3,43          |